# Anuak
Gli Anuak sono un popolo africano presente lungo i fiumi del Sudan del Sud e dell'Etiopia occidentale, nella regione di Gambella.
Gli Anuak del Sudan del Sud vivono in una regione erbosa pianeggiante priva di alberi. durante la stagione delle piogge, quest'area viene inondata diventando un territorio ricco di canali d'acqua.
Gli Anuak parlano l'anyua, una lingua nilotica parlata da 78.000 persone (52.000 in Sudan del Sud e 26.000 in Etiopia). Sono contadini e pastori. Credono di avere un'origine comune con gli Shilluk presenti a nord del loro territorio, ma dal punto di vista linguistico esiste un'affinità evidente soprattutto con gli Acholi, stanziati a sud.
Gli Anuak sono stati soggetti all'oppressione militare da parte del governo etiope. L'ONG Genocide Watch ha incluso la situazione degli Anuak nell'elenco dei genocidi in corso nel mondo.